# Rwanyosha
Rwanyosha är ett vattendrag i Burundi.   Det ligger i provinsen Bururi, i den sydvästra delen av landet, 80 kilometer söder om huvudstaden Bujumbura.
I omgivningarna runt Rwanyosha växer huvudsakligen savannskog. Runt Rwanyosha är det tätbefolkat, med 257 invånare per kvadratkilometer.